# 三相電

三相交流電的波形

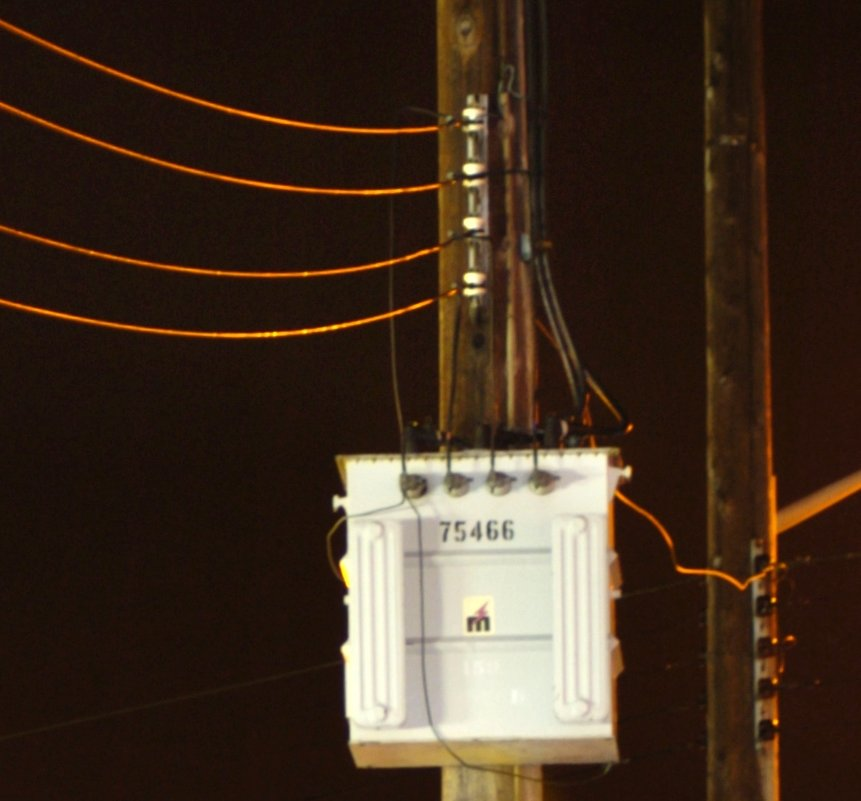
这个三相电变压器是加拿大一个郊区卖场的唯一输电点。四根进线是208Y/120的（即星形接法，相电压120V，线电压208V），一根中性线，其它三根为A相、B相和C相。

- 關於三相电的电学理论，請見「三相 (电学)」。
- 關於其他有「三相」之名的用語，請見「三相」。

三相电（英語：Three-phase electrical power，縮寫：3φ）是三組幅值相等、频率相等、初相位互异（相位互相差 120°）的交流电（电源），由有三个绕组的三相发电机產生，是工業上常用的電源，可提供超過數千瓦或以上功率的電力。

## 形成

三相電的電流流動

为保证发电机的稳定运行，发电机至少需要三个绕组，理论上发电的相数可以更高，但三相最经济，因此世界各国普遍使用三相发电、供电。

## 发电和输电
在发电站，发电机将机械能转换成一组三个交流 电流，一个来自发电机的每个线圈（或绕组）。绕组的布置使电流处于相同的频率，但其波形的波峰和波谷偏移，以提供三个互补电流，相位分离为三分之一周期（120°或2π ⁄ 3弧度）。发电机频率通常为50Hz或60Hz，具体取决于国家／地区。
在发电站，变压器将发电机的电压改变到适合传输的水平，以尽量减少损失。
在输电网络进一步进行电压转换后，最终将电压转换为标准利用率，然后再向客户供电。
大多数汽车交流发电机产生三相交流电并通过二极管桥将其整流为直流电。

## 历史
多相电力系统由Galileo Ferraris、Mikhail Dolivo-Dobrovolsky、Jonas Wenström、John Hopkinson、William Stanley Jr.和Nikola Tesla在 1880 年代后期独立发明。
三相电源是从电动机的发展演变而来的。

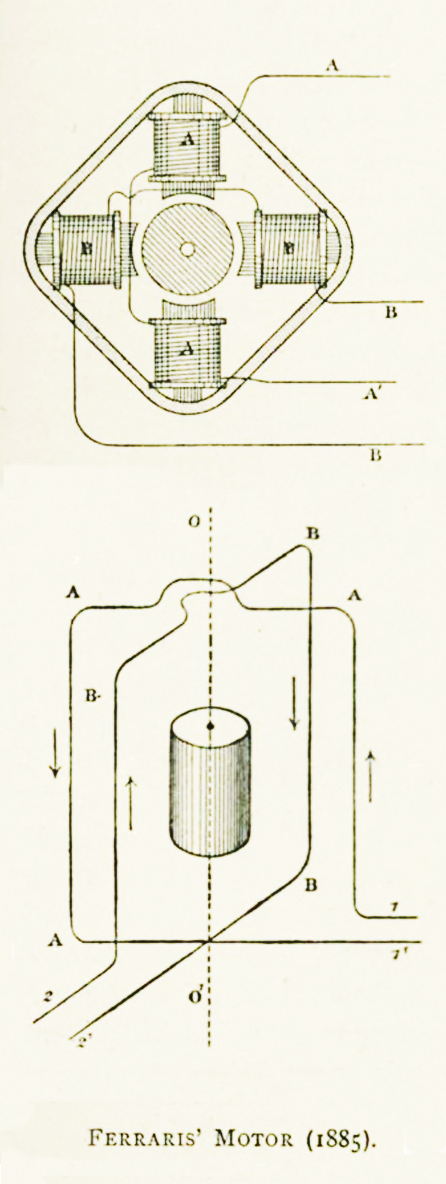
意大利物理学家伽利略·费拉里斯开发的第一台交流电机。这是一个两相电机，需要四根电线。

1885年，伽利略费拉里斯正在研究旋转磁场。法拉利尝试了不同类型的异步电动机。这项研究和他的研究导致了交流发电机的开发，可以将其视为反向运行的交流电动机，从而将机械（旋转）动力转换为电能（作为交流电）。
1888 年 3 月 11 日，费拉里斯在都灵皇家科学院的论文中发表了他的研究。
两个月后，尼古拉特斯拉获得了三相电动机设计的美国专利381,968，申请于 1887 年 10 月 12 日提交。该专利的图 13 显示特斯拉设想他的三相电动机通过六根电线从发电机供电。
这些交流发电机通过创建交流电系统来运行，该交流电系统的相位彼此相差一定量，并且依赖于旋转磁场来运行。由此产生的多相电源很快被广泛接受。多相交流发电机的发明是电气化史上的关键，电力变压器也是如此. 这些发明使电力能够通过电线在相当长的距离上经济地传输。多相电力可以在偏远地区使用水力发电（通过大型水坝中的水力发电厂），从而将落水的机械能转化为电能，然后可以将电能输送到任何地方的电动机。需要完成机械工作。这种多功能性激发了全球各大洲输电网络电网的发展。
1888 年，Mikhail Dolivo-Dobrovolsky开发了三相发电机和三相电动机，并研究了星形和三角形连接。
1891 年，他的三相三线传输系统在国际电工展览会上在欧洲展出，Dolivo-Dobrovolsky 使用该系统在 176 公里的距离以 75% 的效率传输电力。
1891年他还发明了三相变压器和短路（鼠笼式）感应电动机。
他于 1891 年设计了世界上第一座三相水电站。

## 原理

一个周期内三相系统中瞬时电压随时间向右增加的归一化波形。相序为 1-2-3。这个循环以电力系统的频率重复。理想情况下，每相的电压、电流和功率与其他相的偏移量为 120°。

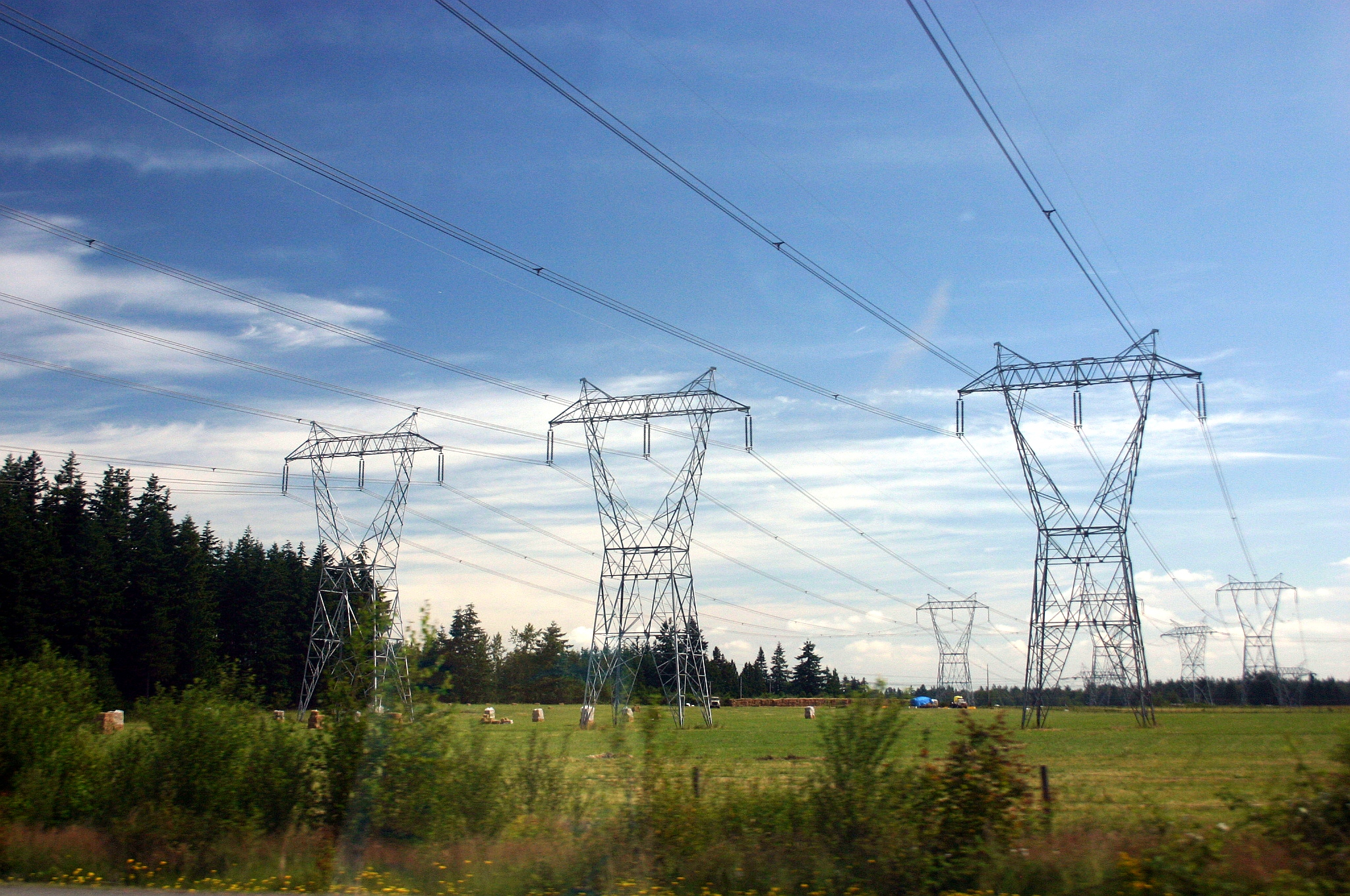
三相电力传输线

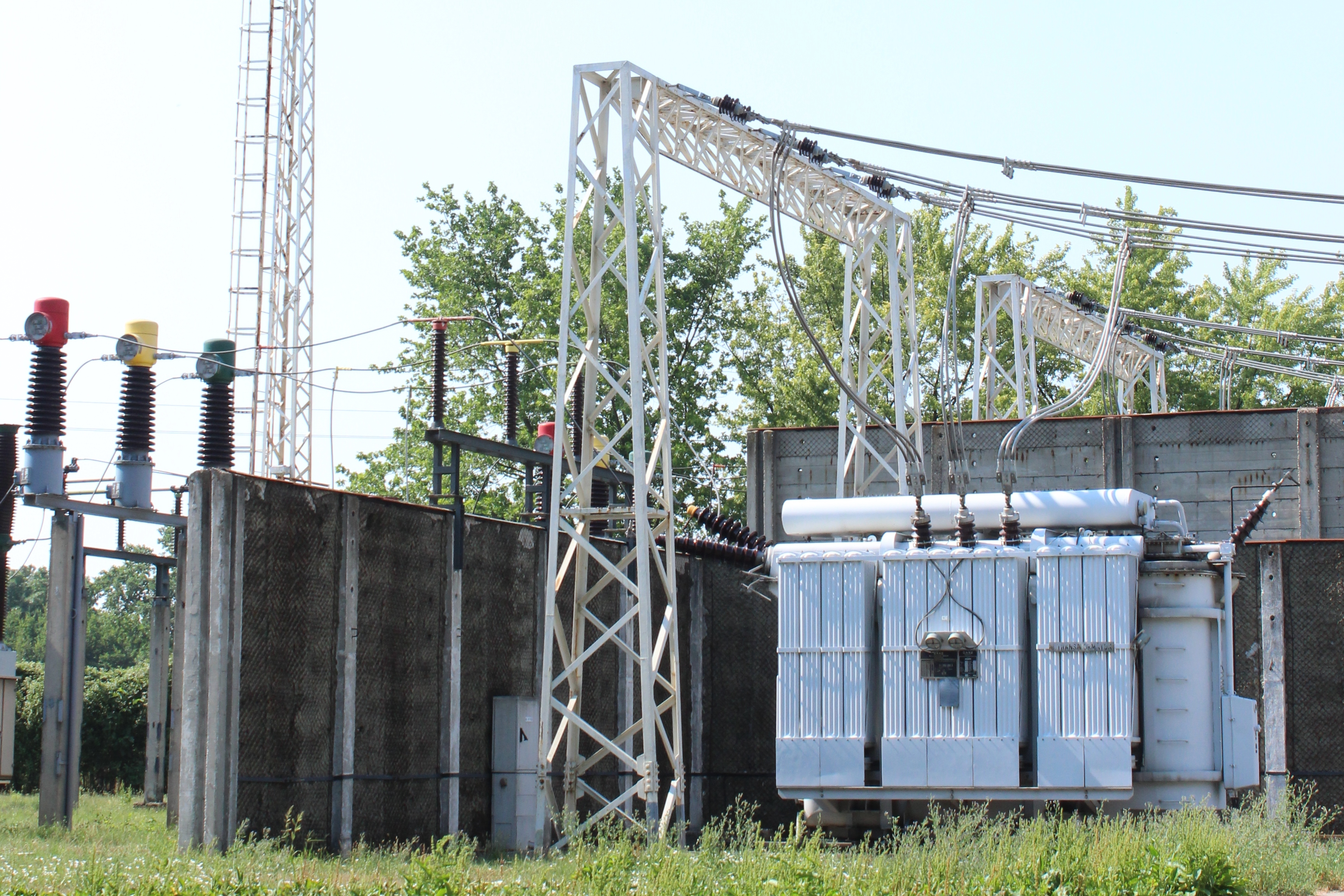
三相变压器（Békéscsaba，匈牙利）：左边是初级线，右边是次级线

在对称的三相供电系统中，三个导体各自承载相对于一个共同基准具有相同频率和电压幅值的交流电，但它们之间的相位差为三分之一周期（即异相 120 度）。每个。公共参考通常连接到地，并且通常连接到称为中性线的载流导体。由于相位差，任何导体上的电压在其他导体之一之后的三分之一周期和剩余导体之前的三分之一周期达到其峰值。这种相位延迟为平衡的线性负载提供了恒定的功率传输。它还可以在电动机中产生旋转磁场并使用变压器生成其他相位排列（例如，使用Scott-T 变压器的两相系统）。两相电压差的幅值为(1.732...) 乘以各相电压的幅度。
此处描述的对称三相系统简称为三相系统，因为尽管可以设计和实现非对称三相电力系统（即电压或相移不等），但实际上并未使用它们因为它们缺乏对称系统最重要的优点。
在为平衡线性负载供电的三相系统中，三个导体的瞬时电流之和为零。换句话说，每个导体中的电流大小等于其他两个导体中的电流之和，但符号相反。任何相导体中电流的返回路径是其他两个相导体。
任何数量（多于一个）的相都可以实现恒定的功率传输和消除相电流，从而保持容量与导体材料的比率是单相功率的两倍。然而，两相会导致负载电流不那么平滑（脉动）（使平滑的电力传输成为挑战），并且多于三相会使基础设施不必要地复杂化。
三相系统可能有第四根电线，在低压配电中很常见。这是中性线。中性线允许以恒定电压提供三个独立的单相电源，通常用于为多个单相负载供电。连接的布置使得在每组中尽可能从每相汲取相等的功率。再往上配电系统，电流通常很平衡。变压器可以连接成具有 4 线次级和 3 线初级，同时允许不平衡负载和相关的次级侧中性电流。

### 相序
三相的接线通常用不同国家/地区不同的颜色来识别。相位必须以正确的顺序连接，以实现三相电机的预期旋转方向。例如，泵和风扇不能反向工作。如果可以同时连接两个源，则需要保持相位的同一性；两个不同相位之间的直接互连是短路。

## 接線

上：星形接法
下：三角形接法

### 变压器接线
三角形”连接的变压器绕组连接在三相系统的相之间。“星形”变压器将每个绕组从相线连接到公共中性点。
可以使用单个三相变压器，也可以使用三个单相变压器。
在“开三角”或“V”系统中，仅使用两个变压器。如果其中一个变压器发生故障或需要拆除，由三个单相变压器组成的闭合三角形可以作为一个开放三角形运行。在开放三角形中，每个变压器必须为其各自的相位以及第三相承载电流，因此容量降低到 87%。缺少三台变压器中的一台，其余两台效率为 87%，容量为 58%（2 ⁄ 3 of 87%）。
如果三角馈电系统必须接地以检测对地杂散电流或防止浪涌电压，则可以连接接地变压器（通常是锯齿形变压器）以允许接地故障电流从任何相返回到地。另一种变体是“角接地”三角形系统，它是一个封闭的三角形，在变压器的一个接头处接地。

### 三相三線制

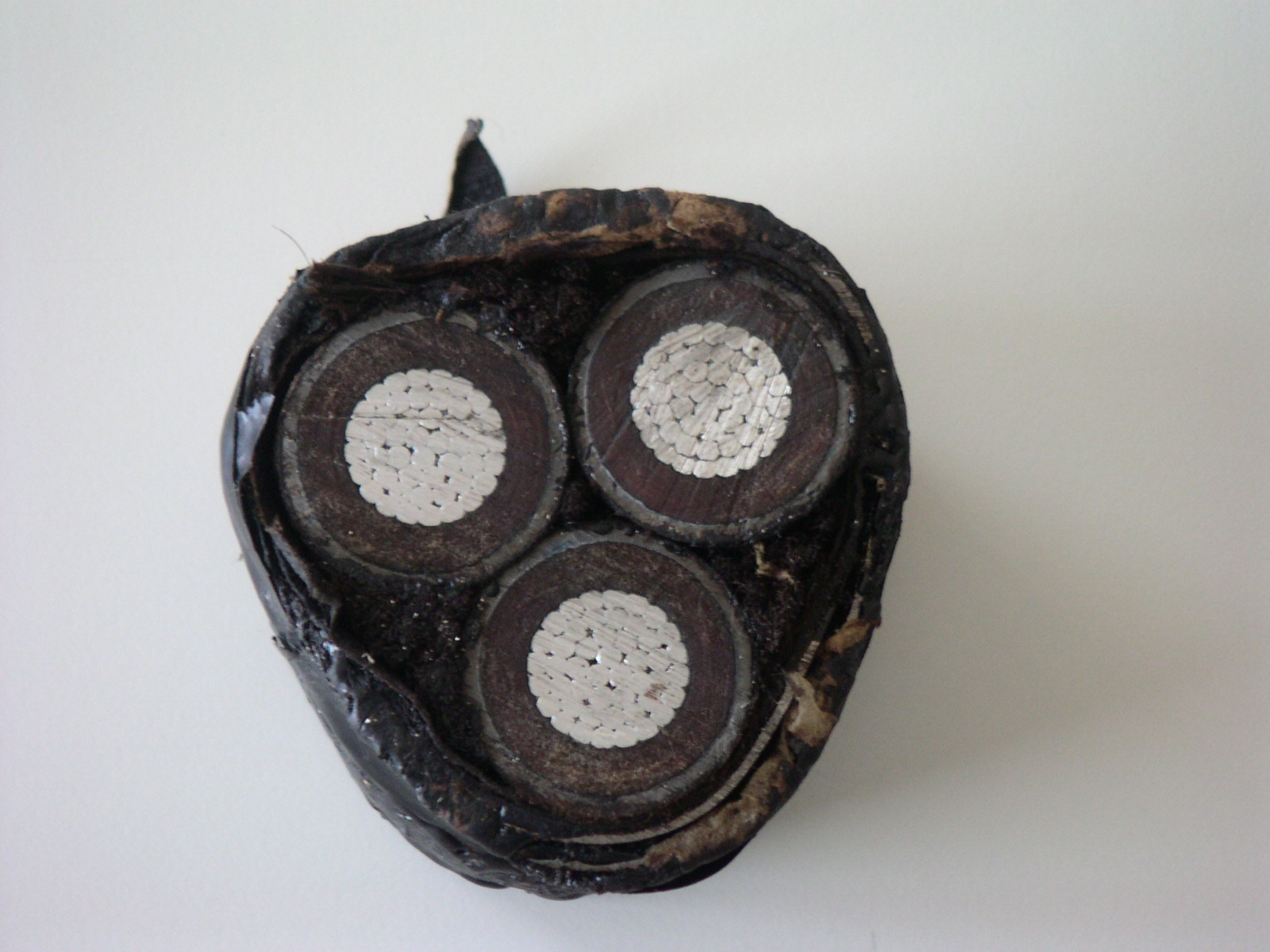
30kV三相電纜

三相三线制即包括三相电的三个相线（A、B、C线，统称 L，又称端线、火线、活线）。由于没有中性线（N线，又称中线、零线）和地线（PE线，又称接地线），这种供电方式只能用于三相平衡负载，且没有外壳接地保护。
一般三相供电采取三相三线制，用户必须使用能平衡三相负载的电器，而工厂则往往采用内部负载补偿的方法来达到总体三相负载平衡，地线则通过水管或避雷针连接至大地；而一般用电设备很少使用三相三线供电的方式，因为即使电器可以保证三相负载平衡，没有外壳接地保护也将对设备的安全使用造成巨大威胁。

### 三相四線制
最終電路

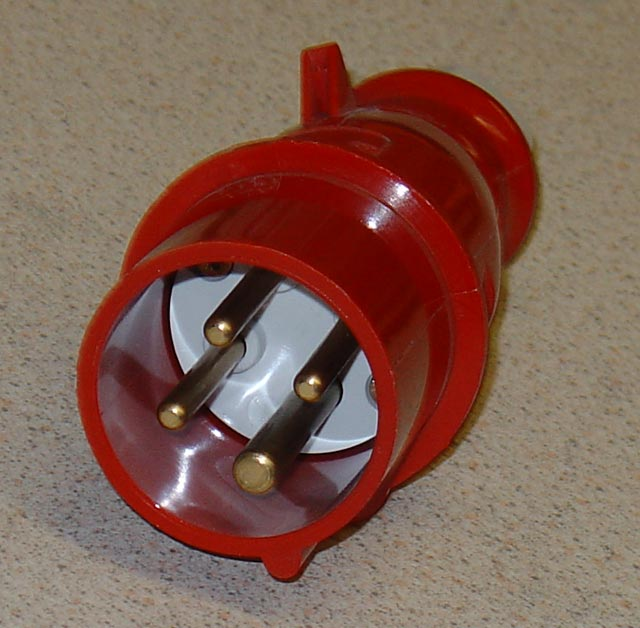
3P+E插頭（不設中線）

在一些平衡负载（如三相水泵），三相四線制指由三个相线和地线构成的系统（3P+E）。由于是三相平衡，即使是星形接線也不需要中性线。
配電系統
三相四线制的配電系統一般包括提供三相电压的三个相线（A、B、C线，U、V、W线或L1、L2、L3）和中性线（N线），不单独设地线（PE线），而是中性线和地线共用一条线路。

### 三相五線制

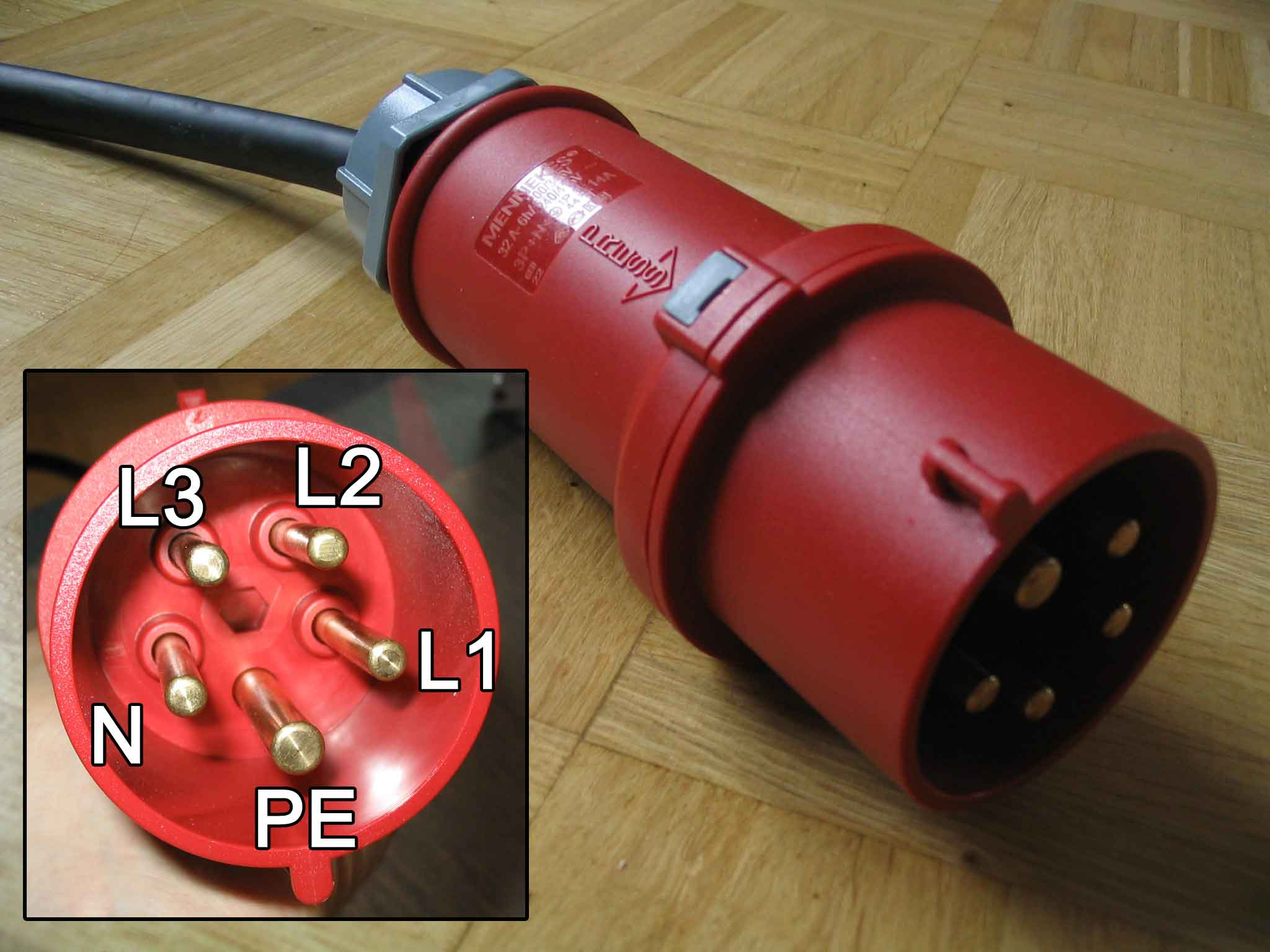
符合IP44異物防護等級的室內用插頭，用於戶外的插頭則必須達到IP67

三相五线制包括三相电的三个相线（A、B、C线）、中性线（N线）以及地线（PE线）。地线在供电变压器侧和中性线並在一起，但进入用户侧后必須分開，否则发生混乱后就与三相四线制无异。

## 特性
三相电在电源端和负载端均有星形和三角形两种接法。二種接法都會有三條三相的輸電線及三個負載。
日常用电系统中的三相四线制的星形接法中，线电压通常是相电压的1.732(即 {\displaystyle {\sqrt {3}}})倍；而三角形接法的相电压則與线电压相等。例如在電壓220V的系統中，星形接法的線電壓為 380V；而在電壓110V的系統中，星形接法的線電壓為208v。

## 平衡电路
在完美平衡的情况下，所有三线分担相等的负载。检查电路我们可以推导星形和三角形连接的负载的线电压和电流，及负载电压和电流之间的关系。
在平衡系统中，每条线都会产生相同幅值的电压并彼此间隔相同的相位角。以 V1 为参考，则 V3 滞后于 V2 滞后于 V1，使用角度符号，我们有：
{\displaystyle V_{1}=V_{\text{LN}}\angle 0^{\circ },}
{\displaystyle V_{2}=V_{\text{LN}}\angle {-120}^{\circ },}
{\displaystyle V_{3}=V_{\text{LN}}\angle {+120}^{\circ }.}
这些电压送入星形或三角形连接的负载。

### 星形接法

三相交流发电机接成星形电源连接星形负载

三相电的星形接法是将各相电源或负载的一端都接在一点上，而它们的另一端作为引出线，分别为三相电的三个相线。可以将中点（称为中性点）引出作为中性线，形成三相四线制。也可不引出，形成三相三线制。当然，无论是否有中性线，都可以添加地线，分别成为三相五线制或三相四线制。
所有负载只接受它们各自的相电压，于是：
{\displaystyle I_{1}={\frac {V_{1}}{|Z_{\text{total}}|}}\angle (-\theta ),}
{\displaystyle I_{2}={\frac {V_{2}}{|Z_{\text{total}}|}}\angle (-120^{\circ }-\theta ),}
{\displaystyle I_{3}={\frac {V_{3}}{|Z_{\text{total}}|}}\angle (120^{\circ }-\theta ),}
其中 Ztotal 为线阻抗和负载阻抗之和（Ztotal = ZLN + ZY），而 θ 是总阻抗（Ztotal）的相位。
各相的电压和电流之间的相位角之差不一定是 0 且是依赖于负载阻抗 Zy 的类型。感性和容性负载将导致电流滞后或超前于电压。然而，每对线之间的相对相位角（1 与 2、2 与 3， 及 3 与 1) 仍会是 −120°。
对中性点列KCL方程，三相电流加起来就是中性线上的电流。在平衡的情况：
{\displaystyle I_{1}+I_{2}+I_{3}=I_{\text{N}}=0.}

### 三角形接法
- Ia = Iab − Ica = √3Iab∠−30°
- Ib = Ibc − Iab
- Ic = Ica − Ibc

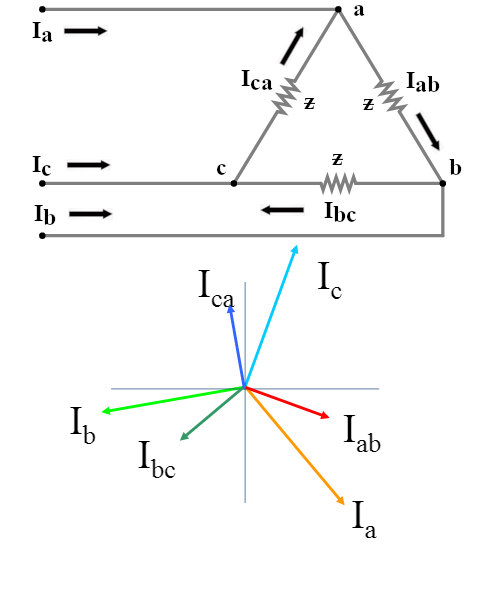
Y形配置的相量图，其中V _{ab}表示线电压，V _{an}表示相电压。电压平衡如下

三角形接法是在三相电系統中，一種連接電源或負載的方式，是将各相电源或负载依次首尾相连，并将每个相连的点引出，作为三相电的三个相线。三角形接法没有中性点，也不可引出中性线，因此只有三相三线制。添加地线后，成为三相四线制。
负载跨线连接，加在负载上的是线电压：
{\displaystyle {\begin{aligned}V_{12}&=V_{1}-V_{2}=(V_{\text{LN}}\angle 0^{\circ })-(V_{\text{LN}}\angle {-120}^{\circ })\\&={\sqrt {3}}V_{\text{LN}}\angle 30^{\circ }={\sqrt {3}}V_{1}\angle (\phi _{V_{1}}+30^{\circ }),\\V_{23}&=V_{2}-V_{3}=(V_{\text{LN}}\angle {-120}^{\circ })-(V_{\text{LN}}\angle 120^{\circ })\\&={\sqrt {3}}V_{\text{LN}}\angle {-90}^{\circ }={\sqrt {3}}V_{2}\angle (\phi _{V_{2}}+30^{\circ }),\\V_{31}&=V_{3}-V_{1}=(V_{\text{LN}}\angle 120^{\circ })-(V_{\text{LN}}\angle 0^{\circ })\\&={\sqrt {3}}V_{\text{LN}}\angle 150^{\circ }={\sqrt {3}}V_{3}\angle (\phi _{V_{3}}+30^{\circ }).\\\end{aligned}}}
进一步：
{\displaystyle I_{12}={\frac {V_{12}}{|Z_{\Delta }|}}\angle (30^{\circ }-\theta ),}
{\displaystyle I_{23}={\frac {V_{23}}{|Z_{\Delta }|}}\angle (-90^{\circ }-\theta ),}
{\displaystyle I_{31}={\frac {V_{31}}{|Z_{\Delta }|}}\angle (150^{\circ }-\theta ),}
其中 θ 是三角形负载的相位（ZΔ）。
相关角度保持不变，所以 I31 滞后 I23 滞后 I12 的角度均为 120°。对三角形各结点运用KCL计算线电流得到：
{\displaystyle {\begin{aligned}I_{1}&=I_{12}-I_{31}=I_{12}-I_{12}\angle 120^{\circ }\\&={\sqrt {3}}I_{12}\angle (\phi _{I_{12}}-30^{\circ })={\sqrt {3}}I_{12}\angle (-\theta )\end{aligned}}}
同样对于其它每条线路：
{\displaystyle I_{2}={\sqrt {3}}I_{23}\angle (\phi _{I_{23}}-30^{\circ })={\sqrt {3}}I_{23}\angle (-120^{\circ }-\theta ),}
{\displaystyle I_{3}={\sqrt {3}}I_{31}\angle (\phi _{I_{31}}-30^{\circ })={\sqrt {3}}I_{31}\angle (120^{\circ }-\theta ),}
其中 θ 为三角形阻抗（ZΔ）的相位。

### 電壓和電流
三相电的系統，有二種不同的方式描述電壓及電流，一種是由輸電線的觀點，另一種則是由電源或负载的觀點。
- 三相電的輸電線為三條相線，線上流過的電流稱為線電流，而二條相線之間的電壓則為線電壓。
- 若考慮三相電源或负载，流過任一相電源或負載的電流稱為相電流，任一相電源或負載二端的電壓則為相電壓。

二種電壓及電流的數學關係，則依其使用三角形或星形接法而有所不同，若三相的電源或負載平衡時：
- 星形接法的三相电，线电压是相电压的{\displaystyle {\sqrt {3}}}倍，而线电流等于相电流。
- 三角形接法的三相电，线电压等于相电压，而线电流等于相电流的{\displaystyle {\sqrt {3}}}倍。

## 單相負載
單相負載有兩個方法接到三相供電系統，相線及中線，或兩條相線。如果相線及中線間的電壓是220V，使用兩條相線連接獲得的電壓是380V。
{\displaystyle V_{\text{L-L}}={\sqrt {3}}V_{\text{L-N}}}
{\displaystyle V_{\text{L-L}}={\sqrt {3}}\times 220V\approx 381V\approx 380V}
除了在高脚三角形系统和角接地三角形系统中，单相负载可以跨任何两相连接，或者负载可以从相连接到中性线。在三相系统的各相之间分配单相负载可平衡负载并使导体和变压器的使用最为经济。
在对称的三相四线星形系统中，三相导体对系统中性线具有相同的电压。线路导体之间的电压是相导体对中性线电压的   {\displaystyle {\sqrt {3}}}倍
{\displaystyle V_{\text{LL}}={\sqrt {3}}V_{\text{LN}}.}
从客户所在地返回到供电变压器的电流都共用零线。如果负载均匀分布在所有三相上，则中性线中返回电流的总和大约为零。变压器次级侧的任何不平衡相位负载都会低效地使用变压器容量。
如果电源中性点断开，则不再维持相间电压。具有较高相对负载的相将经受降低的电压，具有较低相对负载的相将经受升高的电压，直至相间电压。
高边三角形提供 VLL = 2 VLN ,的相中性关系，但是，LN 负载施加在一个相上。一家变压器制造商的页面建议 LN 负载不超过变压器容量的 5%。
由于 √3 ≈ 1.73, 定义 VLN 为 100%， 给出 VLL ≈ 100% × 1.73 = 173%.。如果 VLL 被设置为100%, 则 VLN ≈ 57.7%.

### 非平衡负载
当三相系统的三根火线上的电流不相等或不处于精确的 120° 相位角时，功率损耗大于完美平衡系统的功率损耗。对称分量法用于分析不平衡系统。

### 非线性负载
对于线性负载，由于相间不平衡，中性线仅承载电流。使用整流电容器前端的气体放电灯和设备，例如开关电源、计算机、办公设备等，会产生在所有电源相位上同相的三次谐波。因此，此类谐波电流会在星形系统（或三角形系统中的接地（之字形）变压器中）中添加中性线，这会导致中性线电流超过相电流。

## 三相负载

具有旋转磁场的三相电机

一类重要的三相负载是电动机。三相感应电动机设计简单，具有固有的高启动转矩和高效率。这种电机在工业中用于许多应用。三相电机比相同电压等级和额定值的单相电机更紧凑，成本更低，10  HP（7.5 kW）以上的单相交流电机并不常见。三相电机的振动也更小，因此比在相同条件下使用的相同功率的单相电机使用寿命更长。
电锅炉或空间供暖等电阻加热负载可以连接到三相系统。电灯也可以类似地连接。
光中的线频闪烁不利于用于慢动作回放体育赛事广播中的高速摄像机。可以通过在三个相位上均匀分布线频操作的光源来减少它，以便从所有三个相位照亮被照亮的区域。该技术在2008年北京奥运会上得到成功应用。
整流器可以使用三相电源来产生六脉冲直流输出。这种整流器的输出比整流后的单相平滑得多，并且与单相不同，在脉冲之间不会下降到零。这种整流器可用于电池充电、电解过程（例如铝生产）或用于直流电机的操作。“之字形”变压器可以进行相当于六相全波整流，每周期十二个脉冲，这种方法有时被用来降低滤波元件的成本，同时提高产生的直流的质量。

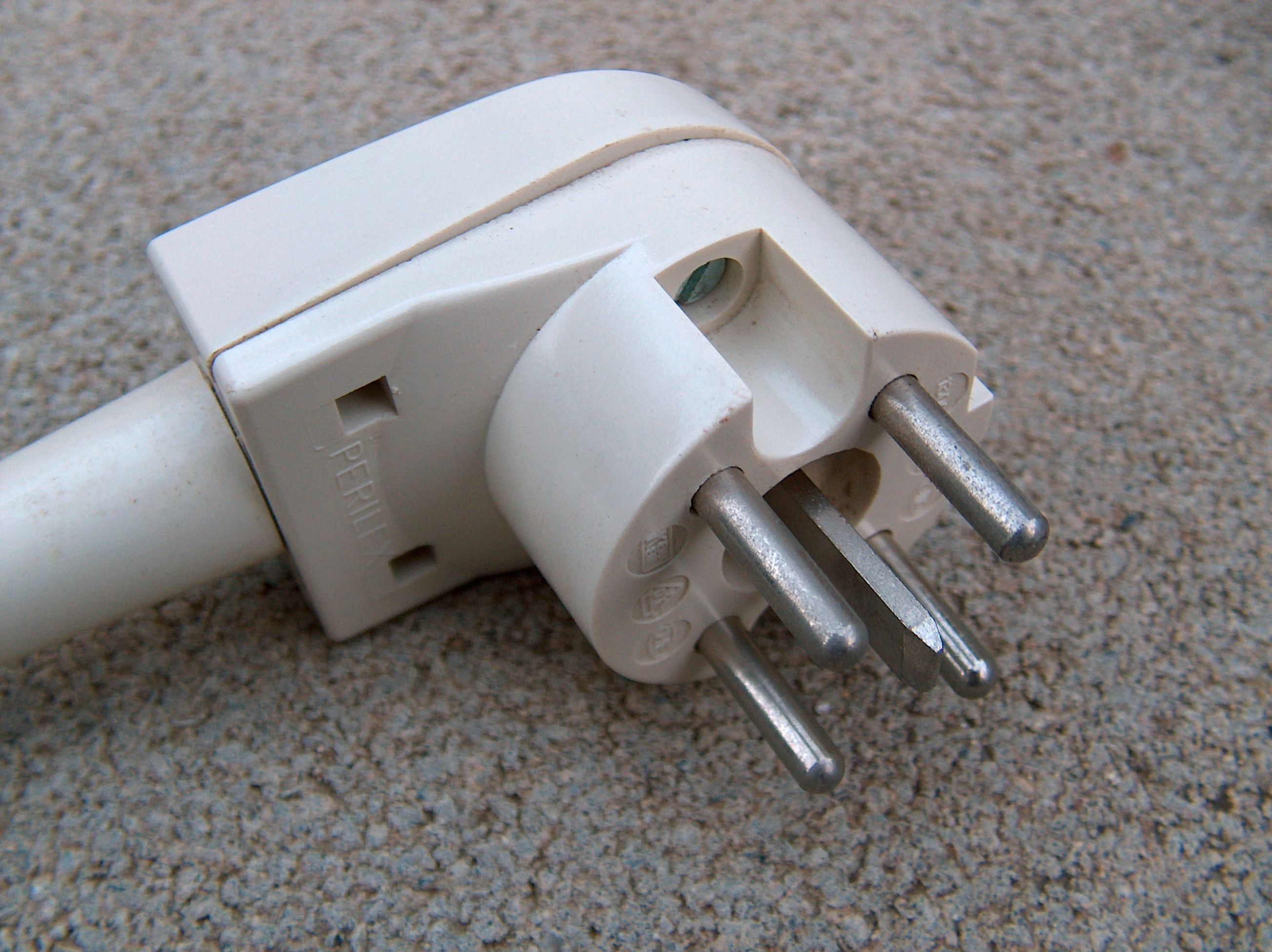
三相插头，过去在德国的电炉上被使用

三相负载的一个例子是用于炼钢和矿石精炼的 电弧炉。
在许多欧洲国家，电炉通常设计用于永久连接的三相馈电。如果三相不可用，单个加热单元通常连接在相和中性线之间，以便连接到单相电路。家用领域中其他常见的三相负载是即热式热水系统和储水式加热器。欧洲和英国的家庭在任何相和地之间的标称电压为 230 V 已经标准化。（英国的现有电源保持在 240 V 附近。）大多数房屋组由三相街道变压器供电，因此需求高于平均水平的个别房屋可以通过第二或第三相连接供电。

## 相转换器
当三相设备需要使用单相电源运行时，可以使用变相器。在三相电源不可用或成本不合理的情况下使用。这样的转换器还可以改变频率，从而实现速度控制。一些铁路机车使用单相电源来驱动通过电子传动馈电的三相电机。
旋转变相器是一种三相电机，具有特殊的启动装置和功率因数校正，可产生平衡的三相电压。如果设计得当，这些旋转变流器可以使三相电机在单相源上满意地运行。在这种装置中，能量存储是通过旋转部件的惯性(飞轮效应)来实现的。有时在轴的一端或两端都有外置飞轮。
三相发电机可由单相电动机驱动。这种电动发电机组合可以提供变频器功能以及相位转换，但需要两台机器，包括所有费用和损失。电动发电机方式与大型飞轮和电池供电的直流电机配合使用，也可形成不间断电源；与备用发电机组经历的临时频率下降相比，这种组合将提供几乎恒定的功率，直到备用发电机启动。
电容器和自耦变压器可用于近似静态相位转换器中的三相系统，但附加相的电压和相位角可能仅对某些负载有用。
变频驱动器和数字相位转换器使用电力电子设备从单相输入电源合成平衡的三相电源。

## 测试
电路中相序的验证具有相当大的实际意义。两个三相电源不得并联，除非它们具有相同的相序，例如，将发电机连接到通电的配电网络或并联两台变压器时。否则，互连将表现为短路，并且会流过过电流。三相电机的旋转方向可以通过任意两相互换；通过暂时给电机通电以观察其旋转来测试机器可能是不切实际或有害的。两个电源的相序可以通过测量端子对之间的电压并观察它们之间的电压非常低的端子将具有相同的相位来验证，
在不需要绝对相位同一性的情况下，可以使用相位旋转测试仪器通过一次观察来识别旋转顺序。相位旋转测试仪可以包含一个微型三相电机，通过仪器外壳可以直接观察到它的旋转方向。另一种模式使用一对灯和一个内部相移网络来显示相位旋转。另一种仪器可以连接到断电的三相电机上，当用手转动电机轴时，可以检测剩磁感应的小电压。一个灯或其他指示灯显示给定轴旋转方向的端子电压顺序。

## 替代
分相电力
当三相电源不可用时使用，并允许为大功率负载提供两倍的正常使用电压。
两相电力
使用两个交流电压，它们之间有 90 电度相移。两相电路可以用两对导体进行布线，也可以将两根线组合起来，电路只需要三根线。公共导体中的电流增加为各相电流的 1.4 倍，因此公共导体必须更大。两相和三相系统可以通过由Charles F. Scott发明的Scott-T 变压器互连。非常早期的交流机器，尤其是尼亚加拉瀑布的第一台发电机，使用了两相系统，一些残余的两相配电系统仍然存在，但三相系统已经取代了现代安装的两相系统。
单环电源
通用电气在 1897 年左右使用的不对称改进型两相电力系统，由Charles Proteus Steinmetz和Elihu Thomson倡导. 该系统旨在避免专利侵权。在该系统中，发电机采用用于照明负载的全电压单相绕组和一小部分（通常为线电压的 1/4）绕组缠绕，该绕组产生与主绕组正交的电压。其目的是使用这种“电源线”附加绕组为感应电机提供启动扭矩，而主绕组为照明负载提供电力。西屋对称两相和三相配电系统专利到期后，单环系统停止使用；它很难分析，也没有持续足够长的时间来开发令人满意的电能计量。
高相阶系统
已针对电力传输进行了建造和测试。这种传输线通常会使用六相或十二相。高相序传输线允许通过给定体积传输略低于比例较高的功率，而无需在线路的每一端增加高压直流 (HVDC) 转换器。然而，它们相应地需要更多的设备。
直流输电
历史上使用交流电是因为它可以很容易地转换为更高的电压以进行长距离传输。然而，现代电子设备可以高效地提高直流电压，并且直流缺乏集肤效应，这使得传输线更轻、更便宜，因此高压直流在长距离上的损耗更低。

## 使用
中國大陸民用供电使用三相电作为楼层或小区进线，多用星形接法，线电压为380V（近似值），需要中性线，一般也都有地线，即为三相四线制。而进户线为单相线，即三相中的一相，对地或对中性线电压均为220V（近似值）。一些大功率冷氣機等家用电器也使用三相四线制接法，此时进户线必须是三相线。
工业用电則多使用6kV以上高压三相电进入厂区，经总降压变电所、总配电所或车间变电所变压成为较低电压后以三相或单相的形式深入各个车间供电。

## 導線顏色标准
| 標準                       | 國家/地區                                                              | 地線（PE） | 中線（N） | 相線 L1                             | 相線 L2                              | 相線 L3                              | 備註                 |
| -------------------------- | ---------------------------------------------------------------------- | ---------- | --------- | ----------------------------------- | ------------------------------------ | ------------------------------------ | -------------------- |
| IEC 60446 EN 60446 BS 7671 | 歐盟成員國、英國、 香港、新加坡、俄罗斯、 乌克兰、白俄罗斯、哈萨克斯坦 |            |           |                                     |                                      |                                      |                      |
| BS 7671（舊）              | 英国、印度、巴基斯坦、 马来西亚、新加坡、香港                          |            |           |                                     |                                      |                                      | 已改用歐洲標準（EN） |
| AS/NZS 3000                | 澳大利亚、新西兰                                                       |            |           |                                     | 任何顏色 （黃/綠、綠、黑、淺藍除外） | 任何顏色 （黃/綠、綠、黑、淺藍除外） | 建議採用             |
| AS/NZS 3000                | 澳大利亚、新西兰                                                       |            |           | 任何顏色（黃/綠、綠、黑、淺藍除外） | 任何顏色（黃/綠、綠、黑、淺藍除外）  | 任何顏色（黃/綠、綠、黑、淺藍除外）  | 可選用               |
| AS/NZS 3000                | 澳大利亚、新西兰                                                       |            |           |                                     | 典型代碼                             |                                      |                      |
| GB50303 GB50258（舊）      | 中国大陆                                                               |            |           |                                     |                                      |                                      | 典型代碼             |
| NEC                        | 美国                                                                   |            |           | 任何顏色                            | 任何顏色                             | 任何顏色                             |                      |
|                            | 美国                                                                   |            |           |                                     |                                      | 典型代碼                             |                      |
| CEC                        | 加拿大                                                                 |            |           |                                     |                                      |                                      | 典型代碼             |
| JIS                        | 日本                                                                   |            |           | 任何顏色                            | 任何顏色                             | 任何顏色                             |                      |
|                            | 日本                                                                   |            |           |                                     |                                      | 政府採購標準                         |                      |
|                            | 大韩民国                                                               |            |           |                                     |                                      |                                      |                      |

中国大陆三相三线制标准导线颜色为A线黄色，B线绿色，C线红色，中性线蓝色，地线黄绿色；而在加拿大、美国、英国则为A线红色，B线黑色，C线蓝色。
香港2009年6月30日或之前為L1線红色，L2線黃色，L3線藍色，N線黑色。2009年7月1日之後改用為L1線棕色，L2線黑色，L3線灰色，N線藍色。
- 相線（L1、L2、L3），又稱端線、火線、活線。
- 中線（N），又稱中性線；在臺灣又稱水線；在中國大陸則稱為零線。
- 地線（PE 或 E），又稱接地線；在香港又稱水線。